# Ашманово
Ашма́ново (рос. Ашманово, башк. Ашман) — присілок у складі Ілішевського району Башкортостану, Росія. Входить до складу Ішкаровської сільської ради.
Населення — 15 осіб (2010; 13 у 2002).
Національний склад:
- башкири — 84 %